# Кларендон (Пенсилванија)
Кларендон (енгл. Clarendon) град је у америчкој савезној држави Пенсилванија.

## Демографија
По попису из 2010. године број становника је 450, што је 114 (-20,2%) становника мање него 2000. године.
| Група             | 2000.       | 2010.       |
| Белци             | 544 (96,5%) | 444 (98,7%) |
| Афроамериканци    | 0 (0,0%)    | 3 (0,7%)    |
| Азијати           | 6 (1,1%)    | 0 (0,0%)    |
| Хиспаноамериканци | 6 (1,1%)    | 3 (0,7%)    |
| Укупно            | 564         | 450         |